# ثلاثي كبريتيد رباعي الفسفور
ثلاثي كبريتيد رباعي الفوسفور هو مركب كيميائي من الكبريت والفوسفور ينتمي إلى كبريتيدات الفوسفور، وصيغته P4S3 ويوجد على شكل صلب بلوري أصفر اللون؛ وهو يدخل في تركيب أعواد الثقاب.

## التحضير
يمكن أن يحضر المركب من تفاعل عنصري الفوسفور والكبريت عند درجات حرارة مرتفعة 
{\displaystyle \mathrm {4\ P+3\ S\longrightarrow P_{4}S_{3}} }
قد يؤدي وجود فائض من الكبريت إلى تشكل خماسي كبريتيد الفوسفور.
قدر الإنتاج العالمي من هذا المركب سنة 1989 بحوالي 150 طن.

## الخواص
يوجد المركب في الشروط القياسية على شكل صلب بلوري أصفر اللون، وتبدو العينات التجارية منه ذات لون أخضر مائل إلى الرمادي بسبب وجود الشوائب.
للمركب بنية مشتقة من بنية رباعي الفوسفور P4، وذلك بوجود ثلاث روابط P-P على شكل مستوي مثلث، ثم ترتبط كل ذرة فوسفور مع ذرة الفوسفور المتبقية أعلى المستوية عبر ذرة كبريت. وجد أن سيلينيد الفوسفور P4Se3 يمتلك البنية ذاتها؛ كما يمكن أن تتشكل بلورات مختلطة بين تلك المركبات، والتي تكون قادرة على أن تذوب في بعضها؛

## الاستخدامات
يدخل ثلاثي كبريتيد رباعي الفوسفور مع كلورات البوتاسيوم في تركيب رؤوس أعواد الثقاب.